# Carazo (Burgos)
Carazo ist ein Ort und eine nordspanische Berggemeinde (municipio) mit noch 39 Einwohnern (Stand: 2024) im Süden der Provinz Burgos in der Autonomen Gemeinschaft Kastilien-León. Die Gemeinde gehört zur bevölkerungsarmen Serranía Celtibérica.

## Lage und Klima
Der Ort Carazo liegt in der Sierra de la Demanda im Quellgebiet des Río Mataviejas in der kastilischen Hochebene (meseta) gut 65 km (Fahrtstrecke) südöstlich der Provinzhauptstadt Burgos in einer Höhe von ca. 1135 m; das kulturell und historisch bedeutsame Kloster Santo Domingo de Silos befindet sich nur etwa 7 km westlich. Das Klima ist gemäßigt bis warm; Regen (ca. 545 mm/Jahr) fällt übers Jahr verteilt.

## Bevölkerungsentwicklung
| Jahr      | 1857 | 1900 | 1950 | 2000 | 2018 |
| Einwohner | 487  | 393  | 301  | 48   | 33   |

Die Mechanisierung der Landwirtschaft, die Aufgabe bäuerlicher Kleinbetriebe und der damit einhergehende Verlust von Arbeitsplätzen haben seit der Mitte des 20. Jahrhunderts zu einem deutlichen Rückgang der Einwohnerzahlen geführt (Landflucht).

## Wirtschaft
Das hochgelegene Gebiet eignete sich gut als Sommerweide und so dürften Jäger und Hirten die ersten Besucher der Gegend gewesen sein. Die späteren Bewohner der Landgemeinde lebten hauptsächlich von der Landwirtschaft (Ackerbau, Viehzucht). Seit den 1960er Jahren spielt auch die sommerliche Vermietung von Ferienhäusern (casas rurales) eine gewisse wirtschaftliche Rolle.

## Geschichte

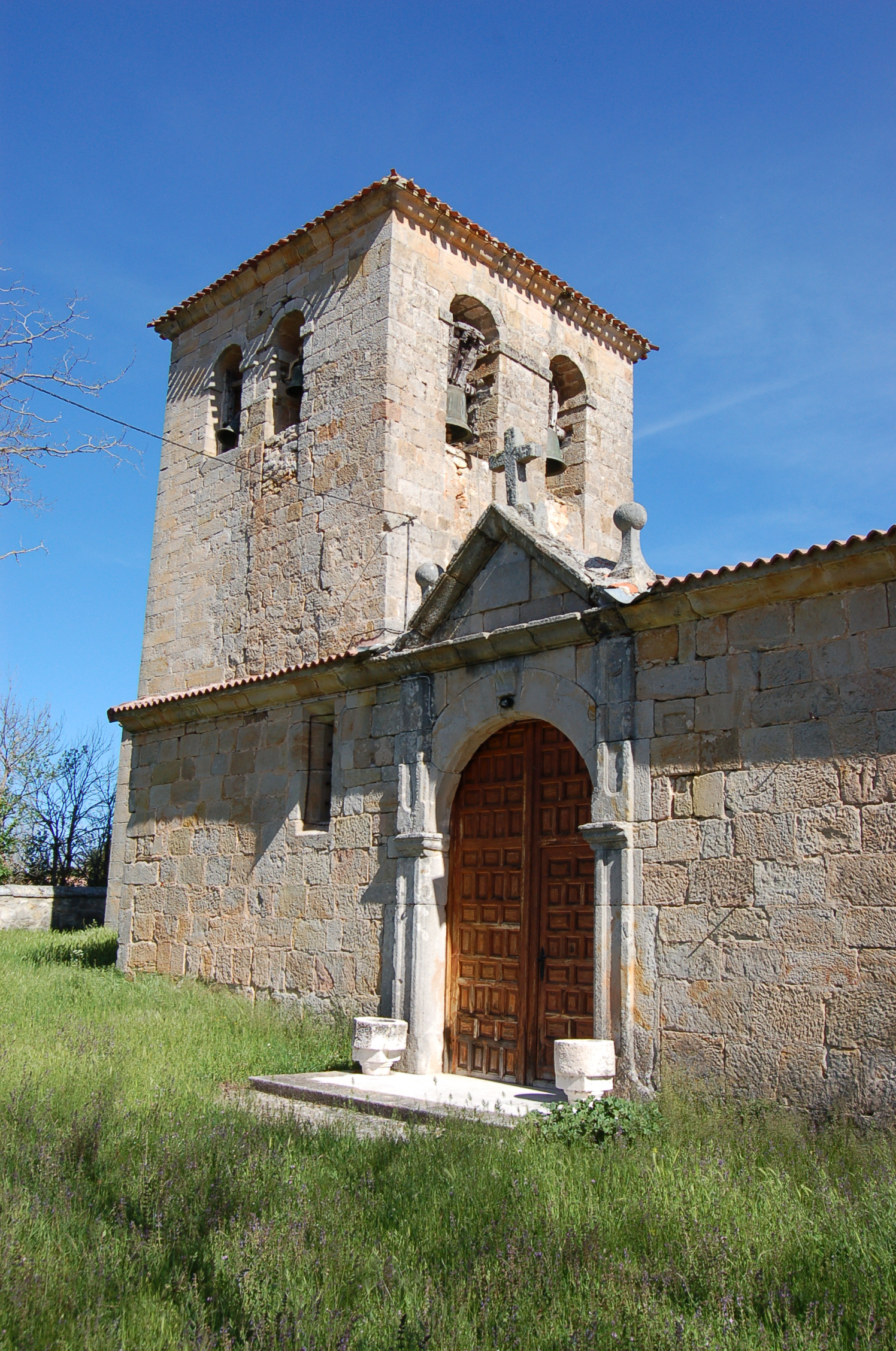
Carazo – Kirche

Über die Ursprünge des Ortes ist so gut wie nichts bekannt. Auf dem Monte Soncarazo wurden Spuren einer keltischen Höhenfestung entdeckt. römische, westgotische und selbst maurische Spuren fehlen. Im frühen 10. Jahrhundert wurde die Gegend von den Christen unter der Führung von König Alfons III. zurückerobert (reconquista) und anschließend neu- oder wiederbesiedelt (repoblación); in dieser Zeit entstand wahrscheinlich der Ort.

## Sehenswürdigkeiten
- Die weitgehend aus exakt behauenen Steinen errichtete Iglesia de Santa Eugenia ist der Märtyrin Eugenia von Rom geweiht. Der Bau entstand wahrscheinlich im 16./17. Jahrhundert; er verfügt über einen Glockenturm (campanario) und ein schlichtes Portal im klassischen Stil. Im Kirchenschiff (nave) steht noch der romanische Taufstein des Vorgängerbaus; die Apsis wird dominiert von einem klassizistischen mehrfigurigen Altarretabel (retablo).[4]
- Die umgebende Landschaft eignet sich gut für Wanderungen aller Art.

## Persönlichkeiten
- Pedro Segura y Sáenz (1880–1957), römisch-katholischer Geistlicher, Erzbischof von Burgos (1926–1927), Toledo (1927–1931) und Sevilla (1937–1957)

## Sonstiges
Im Jahr 1966 wurden einige Landschaftsaufnahmen des Films Zwei glorreiche Halunken von Sergio Leone auf dem Gemeindegebiet gedreht.